# Regina Trench Cemetery
Regina Trench Cemetery is een Britse militaire begraafplaats met gesneuvelden uit de Eerste Wereldoorlog, gelegen in het Franse dorp Grandcourt (departement Somme). De begraafplaats ligt in het veld op 2.100 m ten zuidoosten van het dorpscentrum (Église Saint-Rémy) en is enkel te bereiken vanuit Courcelette via een onverharde weg van 380 m. Ze werd ontworpen door Herbert Baker en wordt onderhouden door de Commonwealth War Graves Commission. Het terrein heeft een rechthoekig grondplan met een oppervlakte van 6.855 m² en wordt omgeven door een natuurstenen muur. De toegang wordt gevormd door een boogvormige muur met een dubbel hek en twee schuilgebouwtjes. Het Cross of Sacrifice staat vooraan direct na de toegang. De Stone of Remembrance staat in het midden van het terrein.
Er worden 2.280 slachtoffers herdacht waaronder 1.077 niet geïdentificeerde.

## Geschiedenis
Op 1 juli 1916, de eerste dag van de Slag aan de Somme, werd Grandcourt door een deel van de 36th (Ulster) Division ingenomen, maar pas bij de Duitse terugtrekking tot de Hindenburglinie in februari 1917 werd het bezet door patrouilles van het Howe Battalion, Royal Naval Division. Courcelette dat ten zuidoosten van de begraafplaats ligt werd reeds op 15 september 1916 door de 2nd Canadian Division veroverd.
Regina Trench was een Duitse loopgraaf die op 1 oktober 1916 voor een korte tijd door de 5th Canadian Brigade werd ingenomen, dan opnieuw door de 1st en 3rd Canadian Divisions op 8 oktober en gedeeltelijk door de 18th en 4th Canadian Divisions op 21 oktober. Uiteindelijk werd hij door de 4th Canadian Division op 11 november 1916 definitief veroverd.
De oorspronkelijke graven werden in de winter van 1916-1917 bijgezet (nu perk II, rijen A tot D). Na de wapenstilstand werden nog doden toegevoegd die afkomstig waren uit de slagvelden rond Courcelette, Grandcourt en Miraumont. Vanuit Courcelette Road Cemetery en Miraumont British Cemetery in Miraumont werden bij de ontruiming nog grote groepen graven naar hier overgebracht.
Er worden nu 1.680 Britten, 564 Canadezen, 35 Australiërs en 1 Amerikaan herdacht. Voor 14 doden werden Special Memorials opgericht omdat hun graven niet meer gelokaliseerd konden worden en men aanneemt dat ze zich onder de naamloze graven bevinden.

## Graven
- Ervin D. Shaw was een Amerikaanse luitenant-piloot, toegevoegd aan het 48th Squadron Royal Air Force. Hij sneuvelde op 9 juli 1918 op de leeftijd van 24 jaar en ligt begraven naast zijn observator T. W. Smith.

### Onderscheiden militairen
- Herbert Golden Dix, onderluitenant bij de Queen's Own (Royal West Kent Regiment) en H. W. Nicholls, onderluitenant bij de Northumberland Fusiliers werden onderscheiden met het Military Cross (MC).
- George Ernest Vincent, onderluitenant bij het Middlesex Regiment; G. Potts, compagnie sergeant-majoor bij de Durham Light Infantry; E.J. Green, compagnie sergeant-majoor bij het Royal Sussex Regiment, P.H. Crockett, sergeant bij de Canadian Infantry en W. Grayley, sergeant bij het Yorkshire Regiment werden onderscheiden met de Distinguished Conduct Medal (DCM).
- er zijn 15 militairen die onderscheiden werden met de Military Medal (MM) waaronder sergeant A.R. Wood die deze onderscheiding tweemaal ontving (MM and Bar).

### Minderjarige militairen
Er liggen drie zeventienjarige militairen begraven:
- David A. Porterfield, korporaal bij de Royal Inniskilling Fusiliers.
- W.R. Metcalf, soldaat bij het Royal Canadian Regiment.
- Harold G. Frazer, trompetter bij de Canadian Infantry.